# Francisco Guerreiro
Jorge Francisco Alves Vicente de Sousa Guerreiro (Santiago do Cacém, Santiago do Cacém, 12 de setembro de 1984) é um político português. Foi membro do Parlamento Europeu durante o mandato de 2019-2024. Foi inicialmente eleito como cabeça-de-lista do PAN nas europeias de 2019, mas deixou o partido a 18 de junho de 2020, passando a ser um eurodeputado independente mas porém mantendo-se no grupo parlamentar dos Verdes/Aliança Livre Europeia.

## Biografia
Estudou no Instituto Politécnico de Coimbra, onde se licenciou em Comunicação Social pelo Instituto Superior de Educação.
Foi militante do PAN desde 2012, mas desvinculou-se em 2020 quando era eurodeputado pelo partido.

## Carreira profissional e política
Terminada a Licenciatura em Comunicação Social na Escola Superior de Educação de Coimbra, trabalhou como líder de projetos e analista de estudos de mercado.
Ingressou no PAN em 2012. Integrou a sua Comissão Política Nacional desde 2013 e foi coordenador da Secretaria de Comunicação do partido de 2014 a 2020. Foi assessor parlamentar do PAN de 2015 a 2019, acompanhando a Comissão de Ambiente, Ordenamento do Território, Descentralização, Poder Local e Habitação. Como Eurodeputado integrou o grupo dos Verdes/Aliança Livre Europeia e assegurou a 1ª vice-presidência da Comissão da Agricultura e do Desenvolvimento Rural (AGRI) no Parlamento Europeu (PE). Foi também membro da Comissão dos Orçamentos (BUDG), da Comissão das Pescas (PECH) e do Mercado Interno e Proteção do Consumidor (IMCO). Fez também parte, como membro efetivo da delegação do PE para as relações com o Japão, e como membro suplente da delegação do PE para as relações com a Península da Coreia.
Em 16 de junho de 2020, anunciou que saia do PAN por “divergências políticas” com a direção do partido mantendo-se, porém, no Parlamento Europeu como eurodeputado independente no Grupo dos Verdes/ALE.
No final do mandato cinco organizações ambientais europeias — “BirdLife Europe”, “Climate Action Network Europe”, “European Environmental Bureau”, “Transport & Environment” e “Gabinete de Política Europeia da WWF” — elegeram Francisco Guerreiro como o eurodeputado português que mais de destacou na defesa de políticas ambientais durante a IX Legislatura do Parlamento Europeu, com uma pontuação de 99,94 pontos em 100. Acresce que a BeeLife European Beekeeping Coordination avaliou a performance de todos os eurodeputados num ranking atribuindo 100% a Francisco Guerreiro pelo seu trabalho parlamentar na defesa de políticas de preservação da biodiversidade.

## Outras atividades e interesses
Envolve-se e incentiva à participação em ações de recolha e limpeza de lixo em florestas e praias nacionais. É casado e vegan (vegetariano estrito).